# Super League (vrouwenvoetbal België)
De Lotto Super League Vrouwenvoetbal, kortweg Super League, is de hoogste afdeling in het vrouwenvoetbal in België. De competitie is ontstaan in 2015, na het beëindigen van de Women's BeNe League na het seizoen 2014-15.

## Verloop

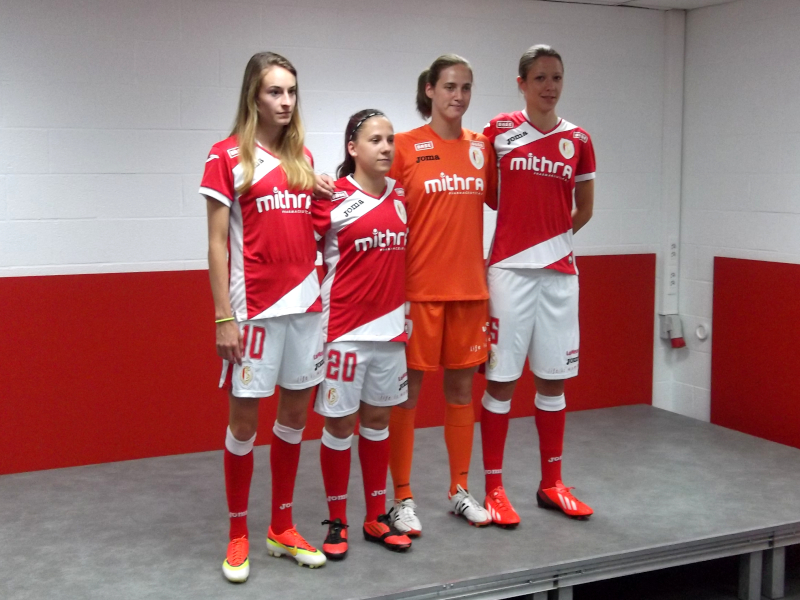
Standard Luik wil zijn dominantie voortzetten en werft om dat te doen. Op de foto staat toekomstig grootheid Wullaert te zien in de aanloop naar het seizoen 2013/14 van BeNe League.

Het was de bedoeling dat de Super League zou bestaan uit twee delen: een eerste waarin alle acht ploegen tegen elkaar speelden en een tweede met play-offs. Daarin speelden de eerste vier ploegen spelen voor de titel en de laatste vier namen het tegen elkaar op om een degradatie naar Eerste klasse te ontlopen. Voor de aanvang van de play-off 1 en 2 werden alle punten gehalveerd.
In het tweede seizoen werd de competitie echter noodgedwongen hervormd: door het opheffen van Lierse A in juni 2016 bleven er amper zeven ploegen over, waardoor sommige ploegen amper 16 wedstrijden op een heel seizoen zouden spelen. Om dit te voorkomen, werd op het laatste nippertje de competitie nog gewijzigd naar een formule waarin alle teams het vier keer tegen elkaar opnemen - twee keer uit en twee keer thuis.

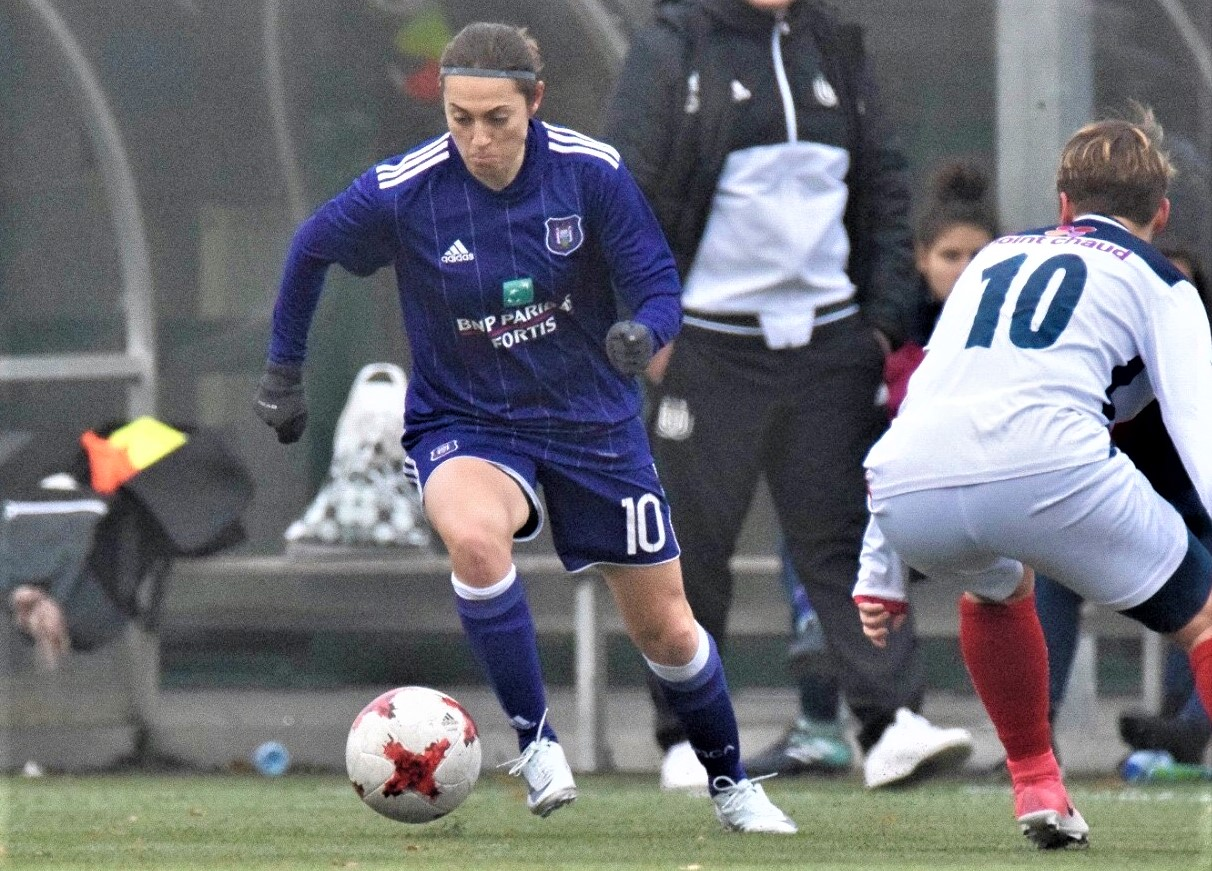
Gokhman tijdens het seizoen 2017/18.

In het derde seizoen werd het oorspronkelijke idee met play-offs weer opgevist, met één wijziging: in het eerste deel spelen alle ploegen nu vier keer tegen elkaar, en in de play-offs nog eens twee keer. Zo komen de clubs uit play-off 1 aan een seizoen van 26 wedstrijden, die uit play-off 2 aan 22. Ook het vierde seizoen werd op deze manier afgewerkt. In beide gevallen was RSC Anderlecht kampioen en KSK Heist de allerlaatste, maar bij gebrek aan kandidaat-promovendi werd de club niet gedwongen te degraderen. 
Voor het seizoen 2019-20 werd een nieuw competitieformat voorzien, waarbij alle ploegen vijf keer tegen elkaar speelden. Het seizoen werd echter vroegtijdig afgesloten door de coronacrisis: Anderlecht werd uitgeroepen als kampioen. 
Ook 2020-21 zag een nieuw format: de liga werd uitgebreid tot tien ploegen die elk twee keer tegen elkaar moesten spelen. Daarna speelden de eerste vijf en de laatste vijf onderling nog eens een play-off.

## Seizoen 2015-16
De bedoeling was dat alle zes Belgische ploegen uit de BeNe League zouden deelnemen aan de eerste editie van de Super League, maar Club Brugge A liet verstek gaan. Wel van de partij waren AA Gent, Anderlecht, Lierse, OHL en Standard.
Deze vijf ploegen werden aangevuld met drie ploegen van Eerste klasse: kampioen DVC Eva's Tienen, nummer twee DVL Zonhoven (dat verhuisde naar Genk en zich omvormde tot Ladies Genk) en nummer zes KSK Heist. De derde in het eindklassement, de B-ploeg van Standard, mocht niet promoveren naar hetzelfde niveau als haar A-ploeg; nummers vier en vijf (Union Saint-Ghislain Tertre-Hautrage en Zulte Waregem) weigerden de promotie naar de Super League.

### Resultaat
Standard werd (voor de zesde opeenvolgende keer) landskampioen. OHL werd laatste, maar bleef in de Super League omdat niemand wilde promoveren.

## Seizoen 2016-17
Ook bij het begin van het tweede seizoen van de Super League werd de KBVB ingehaald door het wegvallen van een ploeg: doordat Lierse zijn A-ploeg opdoekte (en niemand de vrijgekomen plek wilde overnemen), zouden de ploegen uit play-off 2 in plaats van de voorziene 20 (14+6) amper 16 wedstrijden spelen. Daarom besliste de voetbalbond alsnog om over te gaan naar een competitie waarin alle teams vier keer tegen elkaar spelen.

### Resultaat
Op de slotspeeldag veroverde Standard Luik de titel ten nadele van Anderlecht. De laatste, Tienen, vroeg geen licentie aan voor het volgende seizoen en zakte.

## Seizoen 2017-18
Ook na het tweede seizoen van de Super League viel er een ploeg weg, ditmaal was dat DVC Eva's Tienen, dat na een dramatisch seizoen (nul zeges, enkele keren forfait moeten geven en het seizoen volgemaakt met de provinciale kern - die op de laatste speeldag 17 goals om de oren kreeg in Luik) geen licentie aanvroeg en vrijwillig zakte. Geen enkele ploeg wilde overgaan naar de Super League, ondanks versoepelde licentievoorwaarden, dus tekenden amper zes ploegen present voor dit seizoen.

## Europese Epos

### Kwalificaties
| 35   | 36   | 33   | 18   | 15   | 16   | 13   |      |      |
| 2010 | 2011 | 2012 | 2013 | 2014 | 2015 | 2016 | 2017 | 2018 |
| 12   | 12   | 17   | 14   | 19   | 17   | 22   | 22   | 26   |
| 2019 | 2020 | 2021 | 2022 | 2023 |      |      |      |      |
| 22   | 25   | 24   | 22   | 22   |      |      |      |      |

Op dit moment heeft nog geen enkel Belgisch team zich gekwalificeerd voor een Champions League-finale in het huidige formaat, omdat alle teams tegen de voorrondes zijn uitgekomen. Daardoor hebben de topteams in de competitie nog geen kans gehad om zich te plaatsen voor de groepsfase van het toernooi.
Voorlopig kan alleen het kampioensteam deelnemen aan de voorrondes met de huidige UEFA-index.
De beste resultaten van de competitie waren 12 in 2010 en 2011, toen Standard Luik de 16de finale van het meest prestigieuze toernooi van het vrouwenvoetbal bereikte.

### Continentaal record
De wedstrijd had verschillende formules.
In het seizoen 2007-08 bereikte KFC Rapide Wezemaal de kwartfinales na beide groepsfases te hebben doorlopen.
Geen enkel team is verder gekomen dan de 16de finales in het oude formaat, de enige teams die dit stadium hebben bereikt zijn Standard Luik en Sint-Truidense VV. Tot nu toe heeft nog geen enkel team de finale bereikt. Een nieuwe hervorming van de competities, waartoe eind 2023 is besloten, zal binnenkort worden toegepast.

## Kampioenen
Sinds 2016 wordt de winnaar van de Super League tot landskampioen gekroond. Daarvoor werden de winnaars van Eerste Klasse (tot 2012) en BeNe League (2013-2015) landskampioen.

### Chronologisch
| Seizoen | Kampioen            | Opmerking                                                                                                   |
| ------- | ------------------- | --- |
| 2015/16 | Standard Luik       | Na play-offs; Anderlecht won de reguliere competitie.                                                       |
| 2016/17 | Standard Luik       | Zonder play-offs.                                                                                           |
| 2017/18 | Anderlecht          | Play-offs weer ingevoerd; Anderlecht won ook de reguliere competitie.                                       |
| 2018/19 | Anderlecht          | Anderlecht won ook de reguliere competitie.                                                                 |
| 2019/20 | Anderlecht          | Anderlecht won ook de reguliere competitie; De competitie werd vervroegd stopgezet wegens de coronapandemie |
| 2020/21 | Anderlecht          | Anderlecht won ook de reguliere competitie.                                                                 |
| 2021/22 | Anderlecht          | Anderlecht won ook de reguliere competitie.                                                                 |
| 2022/23 | Anderlecht          | Oud-Heverlee Leuven won de reguliere competitie.                                                            |
| 2023/24 | Anderlecht          | Oud-Heverlee Leuven won de reguliere competitie.                                                            |
| 2024/25 | Oud-Heverlee Leuven | Oud-Heverlee Leuven won ook de reguliere competitie.                                                        |

### Per team
| ploeg         | kampioen                                      | tweede plaats         | derde plaats          |
| ------------- | --------------------------------------------- | --------------------- | --------------------- |
| Anderlecht    | 7x (2018, 2019, 2020, 2021, 2022, 2023, 2024) | 2x (2017, 2025)       | 1x (2016)             |
| Standard Luik | 2x (2016, 2017)                               | 3x (2019, 2020, 2024) | 3x (2022, 2023, 2025) |
| OHL           | 1x (2025)                                     | 3x (2021, 2022, 2023) | 1x (2024)             |
| Lierse        |                                               | 1x (2016)             |                       |
| AA Gent       |                                               | 1x (2018)             | 3x (2017, 2020, 2021) |
| KRC Genk      |                                               |                       | 2x (2018, 2019)       |

## Statistieken en records

### Topscorers
| Seizoen | Top scorer                      | Doelpunten |
| ------- | ------------------------------- | ---------- |
| 2015–16 | Jana Coryn (Lierse)             | 19         |
| 2016–17 | Sanne Schoenmakers (Standard)   | 26         |
| 2017–18 | Ella Van Kerkhoven (Anderlecht) | 27         |
| 2018-19 | Ella Van Kerkhoven (Anderlecht) | 21         |
| 2019-20 | Sanne Schoenmakers (Standard)   | 12         |
| 2020-21 | Tessa Wullaert (Anderlecht)     | 38         |
| 2021-22 | Tessa Wullaert (Anderlecht)     | 35         |
| 2022-23 | Ella Van Kerkhoven (OH Leuven)  | 21         |
| 2023-24 | Diljá Ýr Zomers (OH Leuven)     | 23         |
| 2024–25 | Davinia Vanmechelen (Club YLA)  | 16         |

### Records
- Meeste seizoenen in de hoogste klasse : 52 voor Standard Luik en RSC Anderlecht (inclusief de twee seizoenen in de provinciale reeks en de drie in het BeNe Ligue).
- Recordaantal opeenvolgende titels : 7 voor Standard Luik (van 2011 tot 2017), 7 voor RSC Anderlecht (van 2018 tot 2024).
- Meeste podiumplaatsen : 37 voor Standard Luik.

### Toeschouwersrecord
Op 23 maart 2024 werd het toeschouwersrecord in de Super League gevestigd bij de wedstrijd tussen RSC Anderlecht en Club YLA. Het totaal aantal toeschouwers was 2.613.